# Benz Phaeton
La Phaeton è un'autovettura prodotta tra il 1902 al 1903 dalla Casa automobilistica tedesca Benz & Cie.

## Profilo e caratteristiche
Nel 1902, la Benz Tonneau, vettura in listino già dal 1900, vide la propria gamma ramificarsi e passare da una sola versione a ben quattro. In realtà non fu la sola evoluzione che interessò la vettura, poiché da essa venne derivato un nuovo modello denominato Phaeton, che con la Tonneau condivideva telaio (in acciaio e legno) e meccanica. La Phaeton accompagnò la carriera della Tonneau per circa un anno, prima del pensionamento per entrambi i modelli, avvenuto nel 1903.

I motori utilizzati dalla Phaeton erano quindi gli stessi utilizzati sulle Tonneau prodotte tra il 1902 ed il 1903. Essi erano tutti bicilindrici boxer alimentati a carburatore a getto con regolazione del flusso tramite il pedale dell'acceleratore oramai munito di una farfalla. La distribuzione era a valvole di aspirazione automatiche e valvole di scarico comandate. Di seguito viene mostrata una tabella che riporta i dati relativi alle varie motorizzazioni della Phaeton:
| Versione | Anni di produzione | Cilindrata cm³ | Potenza CV/rpm | Velocità max |
| -------- | ------------------ | -------------- | -------------- | ------------ |
| 1.       | 1902-03            | 1710           | 9/920          | 40           |
| 2.       | 1902-03            | 2690           | 12/980         | 50           |
| 3.       | 1902-03            | 2940           | 15/1020        | 55           |
| 4.       | 1902-03            | 3720           | 20/980         | 65           |

Per quanto riguarda la trasmissione, essa era a catena, come sulla Tonneau ed il cambio era a 4 marce. Le sospensioni erano ad assale rigido con molle a balestra semiellittiche sui due assi. L'impianto frenante si avvaleva di ceppi che agivano sull'albero di trasmissione e sul cambio.

La Phaeton, così come la Tonneau, trovò un'erede nelle versioni intermedie della Benz Parsifal.